# ニコラス・ローグ
ニコラス・ローグ（Nicolas Roeg、1928年8月15日 - 2018年11月23日）は、イギリスの映画監督である。

## 経歴
1928年8月15日、ロンドンに生まれる。映写技師として、軍隊に所属していた。第二次世界大戦の後、雑用係および編集の見習いとして映画業界に入った。
『華氏451』や『遥か群衆を離れて』、『華やかな情事』などの作品で撮影を担当した。1970年、ドナルド・キャメルとの共同監督による『パフォーマンス 青春の罠』で映画監督デビューを果たす。1976年、デヴィッド・ボウイ主演のSF映画『地球に落ちて来た男』を監督する。
彼の作品は、トッド・ヘインズやスティーヴン・ソダーバーグ、ウォン・カーウァイ、チャーリー・カウフマン、クリストファー・ノーランに影響を与えている。

## フィルモグラフィー

### 長編映画
- 武器の報酬 A Prize of Arms （1962年） - 原作
- アラビアのロレンス Lawrence of Arabia （1962年） - 撮影
- 指令7で5人消せ Code 7 Victim 5 （1964年） - 撮影
- 赤死病の仮面 The Masque of the Red Death （1964年） - 撮影
- 華氏451 Fahrenheit 451 （1966年） - 撮影
- ローマで起った奇妙な出来事 A Funny Thing Happened on the Way to the Forum （1966年） - 撮影
- 遥か群衆を離れて Far from the Madding Crowd （1967年） - 撮影
- 華やかな情事 Petulia （1968年） - 撮影
- パフォーマンス 青春の罠 Performance （1970年） - 監督
- 美しき冒険旅行 Walkabout （1971年） - 監督・撮影
- 赤い影 Don't Look Now （1973年） - 監督
- 地球に落ちて来た男 The Man Who Fell to Earth （1976年） - 監督
- ジェラシー Bad Timing （1979年） - 監督
- 錆びた黄金 Eureka （1983年） - 監督
- マリリンとアインシュタイン Insignificance （1985年） - 監督
- 漂流者 2人だけの島 Castaway （1986年） - 監督
- トラック29 Track 29 （1987年） - 監督
- ジム・ヘンソンのウィッチズ/大魔女をやっつけろ! The Witches （1990年） - 監督
- コールド・ヘブン 悪夢の再会  Cold Heaven （1991年） - 監督
- Two Deaths （1995年） - 監督
- Puffball （2007年） - 監督

### オムニバス映画
- アリア Aria （1987年） - 「仮面舞踏会」監督・脚本
- アート・オブ・エロス 監督たちの晩餐 Erotic Tales （1996年） - 「ホテル・パラダイス」監督

### テレビ映画
- 七年目の愛情 Sweet Bird of Youth （1989年） - 監督
- 闇の奥/真・地獄の黙示録 Heart of Darkness （1993年） - 監督
- Full Body Massage （1995年） - 監督
- サムソンとデリラ Samson and Delilahs （1996年） - 監督

## 受賞
- 1999年 - 第2回英国インディペンデント映画賞 - 生涯功労賞[8]